# Cedar Bluffs
Cedar Bluffs est un village du comté de Saunders, dans l'État du Nebraska, aux États-Unis. En 2020, il comptait une population de 615 habitants.